# Castell dels Horts
El Castell dels Horts era una fortificació medieval de la comuna de Serdinyà, a la comarca del Conflent, de la Catalunya del Nord.
Era situat en el Puig Mitjà, o Roc del Castell, al sud-est dels Horts i, més llunyà, al nord-est de Marinyans.
Només en queden alguns vestigis. El castell existí fins al segle xv, quan la seva funció es perdé en construir una altra força més propera al camí del Conflent, a la Roca d'en So (Roquensó, popularment). El castell dels Horts depenia del vescomte d'Èvol.